# Vox populi (revista)
Vox Populi es una revista editada por la Escuela Oficial de Idiomas de Pamplona (EOIP) de forma semestral desde que surgió en diciembre de 1999.
Actualmente cuenta con una tirada de 1.600 ejemplares en papel (Ha llegado a publicar hasta 2.500 ejemplares en  algunas de las ediciones anteriores), pudiéndose descargar también en formato digital, teniendo ambas opciones total gratuidad.
Junto con Raibabel; la radio oficial de la EOIP, es uno de los principales medios de comunicación de esta escuela de idiomas.

## Objetivos
La revista surgió con los objetivos de servir como cauce de participación de los diferentes estamentos, fomentar el uso práctico de los idiomas que se imparten en la propia Escuela Oficia de Idiomas de Pamplona, acercar la situación actual al resto de las escuelas de idiomas, servir como elemento cohesionador para toda la comunidad educativa e informar a toda la citada comunidad educativa y también a la propia comarca de Pamplona donde se sitúa la escuela.